# Toine Rorije
Toine Rorije (Heerde, 24 april 1974) is een Nederlands oud-voetballer van Go Ahead Eagles, FC Groningen en BV Veendam, die ondanks een veelbelovende start, zijn talentenstatus nooit heeft kunnen waar maken.

## Biografie
Rorije stond als groot talent te boek. Hij doorliep de jeugdopleiding van Go Ahead Eagles en speelde in diverse vertegenwoordigende jeugdelftallen. Hij begon zijn professionele carrière bij Go Ahead Eagles, waar de roodharige vleugelaanvaller snel uitgroeide tot steunpilaar in het elftal. Zowel Ajax als PSV toonden interesse in de talentvolle speler, maar een snelle transfer naar een profclub bleef uit. In 1996 werd hij door Guus Hiddink uitgenodigd om mee te trainen met het Nederlands voetbalelftal in de aanloop naar het Europees kampioenschap voetbal 1996 in Engeland. De tweedaagse stage werd afgesloten met een onofficiële wedstrijd tegen hoofdklasser DHC Delft, waarin Rorije als vervanger van Gaston Taument een half uur mocht meespelen. Van een definitieve selectie zou het echter niet komen en Rorije raakte buiten beeld bij Oranje. Ondertussen kwam Go Ahead Eagles in zwaarder weer en in 1996 degradeerde de club naar de eerste divisie. Nadat het het seizoen erna niet lukte terug te komen in de eredivisie, vertrok Rorije naar FC Groningen.
Bij FC Groningen had Rorije een beroerde tijd. Hij was gehaald door trainer Hans Westerhof, die echter nog voor de seizoenstart werd vervangen door Wim Rijsbergen. Rijsbergen veranderde de spelvorm van Groningen, waardoor Rorije moeizaam zijn draai kon vinden en zijn gebrek aan scorend vermogen pijnlijk duidelijk werd. Bij Groningen wist Rorije, als grote aankoop, nooit echt te imponeren en werd hij het mikpunt van spot van het publiek. Na zijn eerste seizoen in Groningen, degradeerde de club, die in de twee voorgaande seizoenen een stabiele middenmoter was geweest, en was Rorije weer terug bij af.
Het daarop volgende seizoen kreeg hij onder trainer Jan van Dijk eindelijk een vaste basisplaats, maar nadat de club in de nacompetitie geen promotie wist af te dwingen belandde hij wederom op een zijspoor. Het seizoen erop speelde hij slechts twee wedstrijden en werd hij, in de winterstop, verhuurd aan BV Veendam, waar hij nog 15 wedstrijden speelde. Hierna besloot hij zijn profcarrière te beëindigen, om te gaan voetballen voor FC Omniworld waar hij twee jaar speelde in afwachting op de profstatus van de club. Toen de profstatus van de club uitbleef, stapte hij over naar DVS '33 uit Ermelo, waarmee hij in de hoofdklasse uitkwam.
Hierna keerde Rorije terug naar zijn eerste club VV Heerde. Met ingang van het seizoen 2014/2015 is hij hoofdtrainer bij het Twellose VV Activia. in het seizoen 2016/2017 gaat hij aan de slag bij SV Colmschate '33. In combinatie met zijn hoofdtrainerschap trainde hij vanaf 2014 tot april 2018 de jeugd van Go Ahead Eagles, hier werd hij in april 2018 uit zijn functie ontheven. Vanaf 2018 is hij hoofdtrainer bij de beloften van SV Spakenburg en actief als hoofd-jeugdopleidingen.

## Carrièreoverzicht
| Seizoen | Club            | Land      | Competitie     | Wed. | Goals |
| ------- | --------------- | --------- | -------------- | ---- | ----- |
| 1991/92 | Go Ahead Eagles | Nederland | Eerste divisie | 26   | 4     |
| 1992/93 | Go Ahead Eagles | Nederland | Eredivisie     | 28   | 4     |
| 1993/94 | Go Ahead Eagles | Nederland | Eredivisie     | 26   | 7     |
| 1994/95 | Go Ahead Eagles | Nederland | Eredivisie     | 32   | 4     |
| 1995/96 | Go Ahead Eagles | Nederland | Eredivisie     | 25   | 3     |
| 1996/97 | Go Ahead Eagles | Nederland | Eerste divisie | 32   | 7     |
| 1997/98 | FC Groningen    | Nederland | Eredivisie     | 16   | 2     |
| 1998/99 | FC Groningen    | Nederland | Eerste divisie | 32   | 5     |
| 1999/00 | FC Groningen    | Nederland | Eerste divisie | 2    | 0     |
| 1999/00 | → BV Veendam    | Nederland | Eerste divisie | 15   | 2     |
| Totaal  | Totaal          | Totaal    | Totaal         | 234  | 38    |

## Interlandcarrière

### Nederland onder 21
Op 15 december 1992 debuteerde Rorije voor Nederland –21 in een kwalificatiewedstrijd tegen Turkije –21 (1 – 1).
| Interlands van Toine Rorije    | Interlands van Toine Rorije    | Interlands van Toine Rorije    | Interlands van Toine Rorije    | Interlands van Toine Rorije    | Interlands van Toine Rorije    |
| №                              | Datum                          | Wedstrijd                      | Uitslag                        | Soort Wedstrijd                | Doelpunten                     |
| Als speler bij Go Ahead Eagles | Als speler bij Go Ahead Eagles | Als speler bij Go Ahead Eagles | Als speler bij Go Ahead Eagles | Als speler bij Go Ahead Eagles | Als speler bij Go Ahead Eagles |
| ------------------------------ | ------------------------------ | ------------------------------ | ------------------------------ | ------------------------------ | ------------------------------ |
| 1.                             | 15 december 1992               | Turkije – Nederland            | 2 – 0                          | Kwalificatie EK –21            | 0                              |
| 2.                             | 8 juni 1993                    | Nederland – Noorwegen          | 2 – 1                          | Kwalificatie EK –21            | 0                              |
| 3.                             | 21 september 1993              | San Marino – Nederland         | 1 – 3                          | Kwalificatie EK –21            | 0                              |
| 4.                             | 12 oktober 1993                | Nederland – Engeland           | 1 – 1                          | Kwalificatie EK –21            | 0                              |
| 5.                             | 16 november 1993               | Polen – Nederland              | 2 – 0                          | Kwalificatie EK –21            | 0                              |
| 6.                             | 20 april 1994                  | Nederland – Zweden             | 0 – 0                          | Vriendschappelijk              | 0                              |
| 7.                             | 6 september 1994               | Luxemburg – Nederland          | 0 – 4                          | Kwalificatie EK –21            | 0                              |
| 8.                             | 11 oktober 1994                | Noorwegen – Nederland          | 1 – 0                          | Kwalificatie EK –21            | 0                              |
| 9.                             | 15 november 1994               | Litouwen – Tsjechië            | 2 – 2                          | Kwalificatie EK –21            | 0                              |
| 10.                            | 13 december 1994               | Nederland – Luxemburg          | 3 – 0                          | Kwalificatie EK –21            | 0                              |
| 11.                            | 17 januari 1995                | Nederland – Frankrijk          | 1 – 2                          | Vriendschappelijk              | 0                              |
| 12.                            | 28 maart 1995                  | Nederland – Malta              | 4 – 0                          | Kwalificatie EK –21            | 0                              |

### Nederland onder 19
Op 23 maart 1991 debuteerde Rorije voor Nederland –19 in een kwalificatiewedstrijd tegen Finland –19 (0 – 3).
| Interlands van Toine Rorije    | Interlands van Toine Rorije    | Interlands van Toine Rorije    | Interlands van Toine Rorije    | Interlands van Toine Rorije    | Interlands van Toine Rorije    |
| №                              | Datum                          | Wedstrijd                      | Uitslag                        | Soort Wedstrijd                | Doelpunten                     |
| Als speler bij Go Ahead Eagles | Als speler bij Go Ahead Eagles | Als speler bij Go Ahead Eagles | Als speler bij Go Ahead Eagles | Als speler bij Go Ahead Eagles | Als speler bij Go Ahead Eagles |
| ------------------------------ | ------------------------------ | ------------------------------ | ------------------------------ | ------------------------------ | ------------------------------ |
| 1.                             | 23 maart 1991                  | Nederland – Finland            | 0 – 3                          | Kwalificatie EK –19            | 0                              |
| 2.                             | 7 mei 1991                     | Nederland – Noorwegen          | 2 – 0                          | Kwalificatie EK –19            | 1                              |
| 3.                             | 8 oktober 1991                 | Finland – Nederland            | 2 – 0                          | Kwalificatie EK –19            | 0                              |

### Nederland onder 18
Op 18 september 1990 debuteerde Rorije voor Nederland –18 in een vriendschappelijke wedstrijd tegen Schotland –18 (1 – 1).
| Interlands van Toine Rorije    | Interlands van Toine Rorije    | Interlands van Toine Rorije    | Interlands van Toine Rorije    | Interlands van Toine Rorije    | Interlands van Toine Rorije    |
| №                              | Datum                          | Wedstrijd                      | Uitslag                        | Soort Wedstrijd                | Doelpunten                     |
| Als speler bij Go Ahead Eagles | Als speler bij Go Ahead Eagles | Als speler bij Go Ahead Eagles | Als speler bij Go Ahead Eagles | Als speler bij Go Ahead Eagles | Als speler bij Go Ahead Eagles |
| ------------------------------ | ------------------------------ | ------------------------------ | ------------------------------ | ------------------------------ | ------------------------------ |
| 1.                             | 18 september 1990              | Nederland – Schotland          | 1 – 1                          | Vriendschappelijk              | 0                              |
| 2.                             | 20 september 1990              | Nederland – België             | 2 – 0                          | Vriendschappelijk              | 0                              |
| 3.                             | 24 oktober 1990                | Zwitserland – Nederland        | 7 – 1                          | Vriendschappelijk              | 0                              |

### Nederland onder 17
Op 30 augustus 1989 debuteerde Rorije voor Nederland –17 in een vriendschappelijke wedstrijd tegen Denemarken –17 (0 – 3).
| Interlands van Toine Rorije    | Interlands van Toine Rorije    | Interlands van Toine Rorije    | Interlands van Toine Rorije    | Interlands van Toine Rorije    | Interlands van Toine Rorije    |
| №                              | Datum                          | Wedstrijd                      | Uitslag                        | Soort Wedstrijd                | Doelpunten                     |
| Als speler bij Go Ahead Eagles | Als speler bij Go Ahead Eagles | Als speler bij Go Ahead Eagles | Als speler bij Go Ahead Eagles | Als speler bij Go Ahead Eagles | Als speler bij Go Ahead Eagles |
| ------------------------------ | ------------------------------ | ------------------------------ | ------------------------------ | ------------------------------ | ------------------------------ |
| 1.                             | 30 augustus 1989               | Nederland – Denemarken         | 0 – 3                          | Vriendschappelijk              | 0                              |
| 2.                             | 1 september 1989               | Rusland – Nederland            | 4 – 1                          | Vriendschappelijk              | 1                              |
| 3.                             | 3 september 1989               | Oostenrijk – Nederland         | 3 – 0                          | Vriendschappelijk              | 0                              |
| 4.                             | 9 september 1989               | Nederland – Schotland          | 2 – 0                          | Vriendschappelijk              | 1                              |

### Nederland onder 16
Op 24 maart 1989 debuteerde Rorije voor Nederland –16 in een vriendschappelijke wedstrijd tegen Mexico –16 (3 – 0).
| Interlands van Toine Rorije    | Interlands van Toine Rorije    | Interlands van Toine Rorije    | Interlands van Toine Rorije    | Interlands van Toine Rorije    | Interlands van Toine Rorije    |
| №                              | Datum                          | Wedstrijd                      | Uitslag                        | Soort Wedstrijd                | Doelpunten                     |
| Als speler bij Go Ahead Eagles | Als speler bij Go Ahead Eagles | Als speler bij Go Ahead Eagles | Als speler bij Go Ahead Eagles | Als speler bij Go Ahead Eagles | Als speler bij Go Ahead Eagles |
| ------------------------------ | ------------------------------ | ------------------------------ | ------------------------------ | ------------------------------ | ------------------------------ |
| 1.                             | 24 maart 1989                  | Nederland – Mexico             | 3 – 0                          | Vriendschappelijk              | 1                              |
| 2.                             | 25 maart 1989                  | België – Nederland             | 1 – 0                          | Vriendschappelijk              | 0                              |
| 3.                             | 26 maart 1989                  | Nederland – Frankrijk          | 1 – 1                          | Vriendschappelijk              | 0                              |
| 4.                             | 27 maart 1989                  | Nederland – Mexico             | 1 – 2                          | Vriendschappelijk              | 0                              |
| 5.                             | 1 april 1989                   | Nederland – Engeland           | 1 – 2                          | Vriendschappelijk              | 0                              |
| 6.                             | 8 april 1989                   | Schotland – Nederland          | 2 – 2                          | Vriendschappelijk              | 0                              |
| 7.                             | 23 mei 1989                    | Duitsland – Nederland          | 3 – 1                          | Vriendschappelijk              | 0                              |

### Nederland onder 15
Op 4 mei 1988 debuteerde Rorije voor Nederland –15 in een vriendschappelijke wedstrijd tegen België –15 (2 – 3).
| Interlands van Toine Rorije    | Interlands van Toine Rorije    | Interlands van Toine Rorije    | Interlands van Toine Rorije    | Interlands van Toine Rorije    | Interlands van Toine Rorije    |
| №                              | Datum                          | Wedstrijd                      | Uitslag                        | Soort Wedstrijd                | Doelpunten                     |
| Als speler bij Go Ahead Eagles | Als speler bij Go Ahead Eagles | Als speler bij Go Ahead Eagles | Als speler bij Go Ahead Eagles | Als speler bij Go Ahead Eagles | Als speler bij Go Ahead Eagles |
| ------------------------------ | ------------------------------ | ------------------------------ | ------------------------------ | ------------------------------ | ------------------------------ |
| 1.                             | 4 mei 1988                     | Nederland – België             | 2 – 3                          | Vriendschappelijk              | 0                              |

## Trivia
- Toine Rorije is de zoon van Jan Rorije, oud-voetballer van onder andere Go Ahead Eagles en PEC Zwolle.